# 赤坂勇
赤坂 勇（あかさか いさみ）は、日本のクリエイティブ・ディレクター。CMプランナー。コピーライター。

## 経歴
神奈川県鎌倉市出身。浅野高等学校卒業後、日本大学藝術学部に進む。在学中渡米し、サンディエゴ州立大学とユタ州立大学の研究生としてテレコミュニケーション及びCGを学ぶ。大学卒業後、株式会社ナック（現ナックイメージテクノロジー）を経て、1978年、株式会社電通入社。CMプランナー、コピーライターとして多くのCM企画制作に関わる。手掛けた作品はTCC賞、ACC賞、IBA(International Broadcasting  Awards)、クリオ賞、カンヌライオンズ 国際クリエイティビティ・フェスティバル等、数多くの賞を獲得した。デジタルプレゼンテーションツール（プレゼン太助）等の特許開発、Desk Top Video 等の開発にも参画。また、本務の傍ら、日本工学院、文化学院、日本大学、立教大学などで、講師・ゲスト講師として後進の指導にあたっている。2007年電通退社、現在フリー。鎌倉市ウエッブ開設アドバイザー。One Club(NewYork  Art&Copy)、日本映像学会会員。

## 主な作品
- 日本ビクター（80年ACCタレント賞　団しんや）
- ライオンエチケットシャンプー『シャンプーしないでシリーズ』（81年東京コピーライターズクラブ新人賞、80年ACC 賞、『シャンプーしないでデートをすると』、『シャンプーしないで海辺に行くと』、『シャンプーしないで将棋をさすと』3本は1988年ACC殿堂入りを果たした[5]）
- ライオン蚊取り線香（82年ACC優秀賞）
- 森永エンゼルパイ「イチゴの味」（カンヌ広告祭、クリオ賞入賞）
- ライオン「石鹸の一生」（クリオ賞 入賞,International Broadcasting  Awards入賞）
- ライオン「エチケット水歯磨き」（クリオ賞 入賞,International Broadcasting  Awards入賞）
- 日本ビクター「甦ったバッハ」（ニューヨーク国際広告祭入賞）
- トヨタ「A! TOYOTA!」（ニューヨーク国際広告祭入賞）
- 日立家電販売「レディス ブザー」（クリオ賞 入賞,International Broadcasting  Awards入賞）
- NTT企業「心が視える」（ACC賞、フジサンケイ広告大賞金賞）
- 日立家電「心の歌」（フジサンケイ広告大賞銀賞）
- 日立家電「音の魂」（フジサンケイ広告大賞銅賞）
- ライオンエチケットシャンプー「シャンプーしないでシリーズ」（1988年ACC殿堂入り）
- リゲイン「24時間戦えますか」(ACC賞グランプリ）
- 新三共胃腸薬「反省サル」（電通賞テレビ スポット部門、新聞広告 金賞、雑誌広告 金賞）
- ネーミング  1981年　森永『おっとっと』

## 著作
共著『ワーデング一100想―ラジオ・テレビのコピーライティング』電通 (1985/08) ISBN 4885535077

共著『広告用語辞典』電通広告用語プロジェクトチーム編 電通 (2001/09) ISBN 4885531535